# Мино (Франция)
Мино́ (фр. Minot) — коммуна во Франции, находится в регионе Бургундия. Департамент коммуны — Кот-д’Ор. Входит в состав кантона Энье-ле-Дюк. Округ коммуны — Монбар.
Код INSEE коммуны — 21415.

## Население
Население коммуны на 2010 год составляло 221 человек.
| 1962 | 1968 | 1975 | 1982 | 1990 | 1999 | 2010 |
| ---- | ---- | ---- | ---- | ---- | ---- | ---- |
| 348  | 359  | 349  | 285  | 240  | 229  | 221  |

## Экономика
В 2010 году среди 128 человек трудоспособного возраста (15—64 лет) 98 были экономически активными, 30 — неактивными (показатель активности — 76,6 %, в 1999 году было 63,1 %). Из 98 активных жителей работали 92 человека (56 мужчин и 36 женщин), безработных было 6 (3 мужчин и 3 женщины). Среди 30 неактивных 6 человек были учениками или студентами, 19 — пенсионерами, 5 были неактивными по другим причинам.